# Sonho de Verão
Sonho de verão é um filme brasileiro de 1990, dirigido por Paulo Sérgio de Almeida, estrelado por Sérgio Mallandro com a participação de Andréa Veiga, Paquitas e Paquitos no elenco. O filme atingiu o público de 2.800.000 espectadores se tornando um sucesso da década de 1990.

## Sinopse
Um casal, donos de uma imensa mansão, resolvem viajar aos Estados Unidos em busca de um médico que possa tratar de Juliana (Juliana Baroni), sua filha mais nova que não fala desde a morte de sua irmã mais velha, deixando a casa aos cuidados da governanta Sofia (Fafy Siqueira) e do mordomo Vitor Hugo. No táxi, a caminho do aeroporto, o motorista Léo (Sérgio Mallandro) atento a conversa dos dois, resolve tirar partido da situação. Léo vai se hospedar na mansão, dizendo-se sobrinho dos senhores, levando posteriormente a namorada, e esta por sua vez convida um outro casal de além de alguns amigos. Por obra do acaso, um ônibus cheio de jovens rumo à uma colônia de férias chega por engano na mansão. O personagem Léo, animado pela ideia de encher a casa desolada com mais alegria, disfarça e informa aos jovens que ali é de fato uma colônia. Todos acabam se instalando na casa e com alegria transformam o triste ambiente em um recinto de festa e alcançam um grande milagre: Juliana, a filha do casal dono da mansão, que foi deixada pra trás com a criadagem, volta a sorrir e falar. Isso é o único fato que impede que os pais da garota, e proprietários da mansão, prestem queixa contra Léo e tudo termina em uma grande festa.

## Elenco
- Sérgio Mallandro - Léo
- Andréa Veiga - Jam
- Juliana Baroni - Juliana
- Bianca Rinaldi - Bianca
- Letícia Spiller - Letícia
- Tatiana Maranhão - Tatiana
- Marcelo Faustini - Marcelo
- Cláudio Heinrich - Claudio
- Ana Paula Almeida - Ana Paula
- Roberta Cipriani - Roberta
- Priscilla Couto - Priscila
- Cátia Paganote - Cátia
- Egon Junior - Gigio
- Robson Barros - Robson
- Alexandre Canhoni - Alexandre
- Mariana Richard - Mariana
- Roberta Richard - Roberta
- Fafy Siqueira - Dona Sofia
- Fausto Silva - Ele Mesmo
- Ana Maria Nascimento e Silva
- Paulão
- Denis Derkian
- Marcelo Caridade
- Zé Henrique
- Jacqueline Laurence
- Oswaldo Loureiro
- Angel Mattos
- María José Llaneza

## Produção
As filmagens ocorreram em setembro de 1990 com duração de 28 dias - tempo considerado recorde pelos produtores. A pressa se deveu por conta da agenda lotada que o grupo tinha por sempre estar fazendo shows, gravando programas e comerciais. Segundo depoimento do elenco no Making off do DVD, o clima não foi nada favorável para as filmagens, já que estavam em pleno inverno e fazia muito frio nas cenas da piscina e praia. Por conta do tempo nublado, as cores ficaram frias, então utilizaram filtro de cor alaranjada para dar a sensação de calor em todo filme, inclusive nas cenas internas.
Como a presença dos Paquitos e Paquitas no set de filmagens muitas vezes eram desmarcadas por conta de outros compromissos, algumas cenas foram reescritas para que os atores disponíveis adiantassem as filmagens. Sendo assim, Andréa Veiga e Sérgio Mallandro filmaram inúmeras cenas do casal e acabaram tendo mais destaque no filme.

## Recepção

### Crítica
Um ano após seu lançamento nos cinemas, o filme foi incluído no guia "Vídeo Infantil" da coleção Guias Práticos Nova Cultural e a crítica deu-lhe uma estrela, o que em sua cotação significava 'regular', e além de descrever a premissa básica do filme, a resenha disse que: "O filme praticamente não tem roteiro e é um claro e intenso jogo de marketing, divulgando uma marca de chocolate, o caminhão do Faustão (com a presença do próprio) e as Paquitas e Paquitos, com uma paquita chilena extra por causa do segundo maior mercado para o Xou da Xuxa, o Chile. Musicalmente, divulga-se o disco dos Paquitos e o grupinho Yahoo, de forma excessiva."

## Home Vídeo
O filme foi lançado em VHS pela Globo Vídeo em meados de 1991. Durante a década de 1990, foi relançando na coleção "O Globo no Cinema", do jornal O Globo. 
Após anos fora de circulação, o filme foi relançado digitalmente em DVD pela Som Livre. Áudio e vídeo foram remasterizados digitalmente e o projeto gráfico original foi mantido. Parte do elenco e produtores foram convocados para gravar depoimentos sobre curiosidades das filmagens. Os depoimentos, gravados em 2001, são de Andréa Veiga, Ana Paula Almeida, Fafy Siqueira, Angel Mattos, Zé Henrique (Yahoo), Diler Trindade (produtor) e Paulo Sérgio Almeida (diretor). Curiosamente, no DVD não consta os créditos finais do filme. A versão em VHS lançada pela Globo Vídeo possui cerca de 1h21min. de filme, porém no relançamento em DVD o filme passa a ter 1h16min. de duração, provavelmente sendo a versão que era exibida na Sessão da Tarde.

## Comparação comParasita
Quase 30 anos após seu lançamento nos cinemas, o filme brasileiro recebeu comparações com Parasita, dirigido por Bong Joon-Ho, ganhador do Oscar 2020 de Melhor Filme. O cineasta sul-coreano é autodeclarado admirador do cinema brasileiro.
O enredo de Parasita é sobre um jovem desempregado que arranja trabalho na casa de uma família rica, conseguindo um um serviço para o pai, mãe e irmã dele com o objetivo de usufruírem o luxo vivido pela família Park. Quando os donos da casa viajam, a família de empregados aproveita a mansão.  
A trama é parecida com Sonho de Verão, em que uma família rica do Rio de Janeiro sai em viagem para os Estados Unidos enquanto uma filha fica em casa. No filme brasileiro, o taxista que leva a família para o aeroporto ouve a conversa e se oferece para trabalhar na casa, arranjando serviço para a namorada e amigos dele. Enquanto a família está fora, os personagens usufruem dos luxos da casa.

Nas duas obras, existe um plano colocado em prática por uma pessoa menos favorecida para se beneficiar dos luxos de uma família rica. Além de  tirar vantagem, existe o desejo de ter a vida da classe alta.